# Indisches Palmenhörnchen
Das Indische Palmenhörnchen (Funambulus palmarum) ist eine Hörnchenart aus der Gattung der Gestreiften Palmenhörnchen (Funambulus). Es ist in einem großen Gebiet von Zentral- und Süd-Indien sowie auf Sri Lanka verbreitet.

## Merkmale
Das Indische Palmenhörnchen erreicht eine Kopf-Rumpf-Länge von etwa 14,6 bis 15,0 Zentimetern bei einem Gewicht von etwa 100 bis 120 Gramm. Der Schwanz wird 14,7 bis 15,8 Zentimeter lang und ist damit etwa gleich lang wie der restliche Körper. Die Tiere sind oberseits braun mit drei hell-sandfarbenen Rückenstreifen, die Bauchseite ist ebenfalls hell sandfarben. Auf dem Schwanz verläuft eine rote Mittellinie.

## Verbreitung
Das Indische Palmenhörnchen kommt in Zentral- und Süd-Indien sowie auf Sri Lanka vor. Die Höhenverbreitung reicht vom Flachland bis in Höhen von etwa 2000 Metern.

## Lebensweise

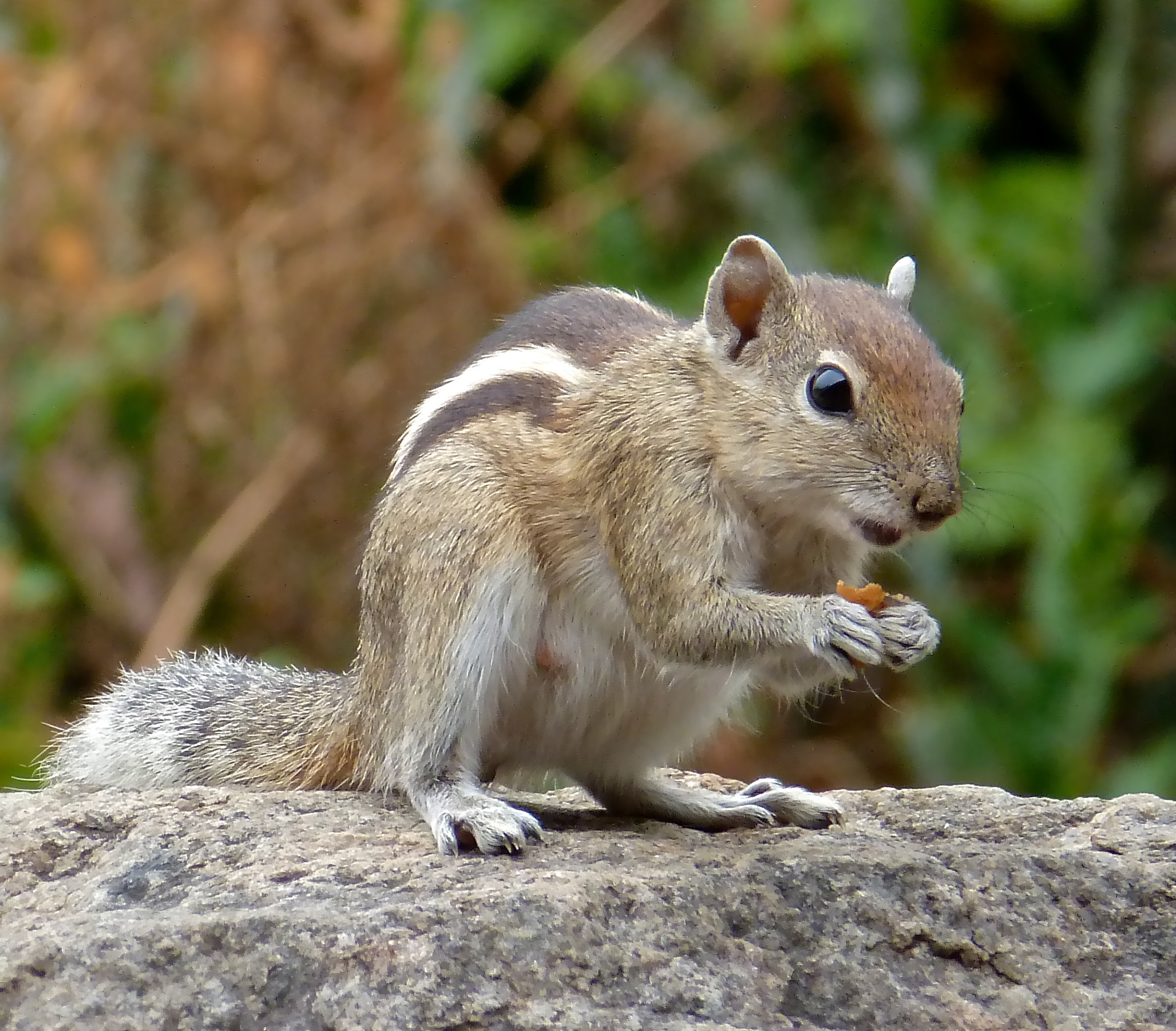
Indisches Palmenhörnchen

Die Verbreitungsgebiete des Indischen Palmenhörnchens überlappen sich in großen Teilen mit denen des Nördlichen Palmenhörnchens (Funambulus pennantii). Dabei bevorzugt das Indische Palmenhörnchen eher die höheren Lagen mit sommergrünen Wäldern und besiedelt von dort aus auch menschliche Siedlungen. Auch in den Westghats kommt die Art in den höheren Lagen vor, verdrängt das Nördliche Palmenhörnchen jedoch etwa im Dekkan-Plateau. In den immergrünen Regenwäldern des Gebiets ist die Art jedoch nicht anzutreffen.
Es ist tagaktiv und lebt vor allem in Bäumen, kommt selten jedoch auch auf den Boden. Die Tiere ernähren sich von Früchten, Nüssen, Knospen, Sprossen, Rinden, Nektar und Insekten. Im Point Calimere Wildlife Sanctuary in Tamil Nadu nutzen die Tiere mehr als 50 verschiedene Pflanzen und ernähren sich unter anderem auch vom Nektar des Kapokbaums (Ceiba pentandra), womit sie eventuell die Bestäubung der Bäume unterstützen. Bei der Nahrungssuche untersuchen sie die Rinden von Bäumen, wahrscheinlich auf der Suche nach Insekten.
Die Nester werden auf Ästen gebaut, sie sind rund und ähneln Vogelnestern. Die Kommunikation erfolgt über hohe Pfeiftöne, die Vogelgesang ähneln und etwas dunkler als die des Nördlichen Palmenhörnchens sind. Zu den Hauptfressfeinden gehört der Bengalenuhu (Bubo bengalensis).

## Systematik
Das Indische Palmenhörnchen wird als eigenständige Art innerhalb der Gattung der Gestreiften Palmenhörnchen (Funambulus) eingeordnet, die aus fünf Arten besteht. Die wissenschaftliche Erstbeschreibung stammt von Carl von Linné aus dem Jahr 1766, der die Art in der 12. Auflage seiner Systema Naturæ beschrieb und als Verbreitungsgebiet Amerika, Asien, Afrika angab. Die Terra typica wurde später auf die Ostküste von Madras, Indien, eingeschränkt.
Innerhalb der Art werden einschließlich der Nominatform drei Unterarten unterschieden:
- Funambulus palmarum palmarum: Nominatform, im westlichen und südlichen Indien bis etwa 16 Grad nördlicher Breite. Die Rückenseite ist grau bis braun, wobei die nördlichen Formen eher grau und die südlichen etwas dunkler sind.
- Funambulus palmarum brodiei auf Sri Lanka. Dies ist die hellste Form mit fast orangefarbenen Seitenstreifen. Die Tiere des Hochlands sind etwas dunkler.
- Funambulus palmarum robertsoni im östlichen Indien zwischen dem 20. und 24. Grad nördlicher Breite. Dies ist die kleinste Unterart und die Grundfärbung ist grau ohne braunen Einschlag.

## Status, Bedrohung und Schutz

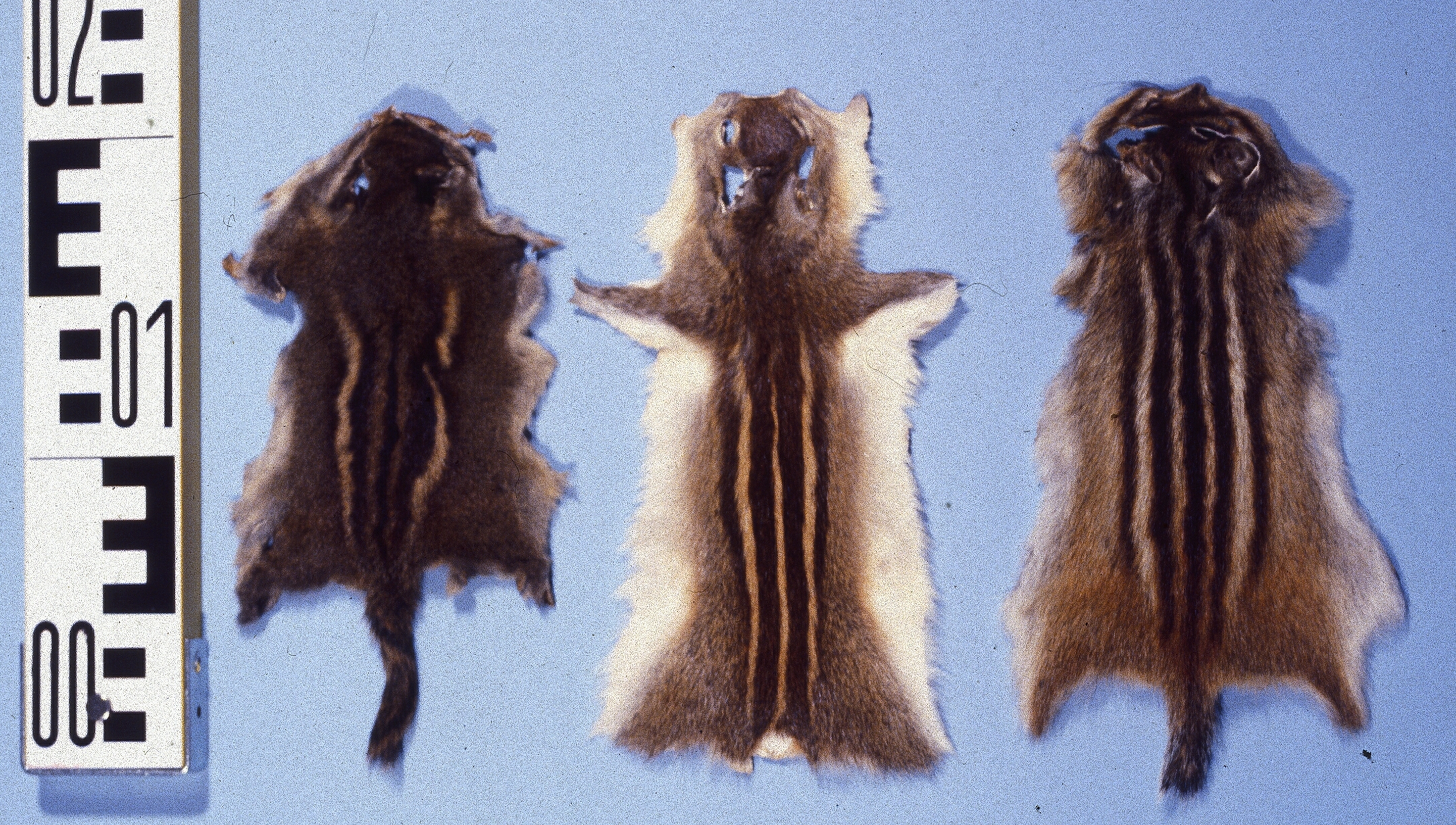
Felle (von links nach rechts) des Streifen-Backenhörnchens (Tamias striatus), des Indischen Palmenhörnchens und des Burunduk (Tamias sibiricus)

Das Indische Palmenhörnchen ist das am häufigsten vorkommende Hörnchen seiner Gattung. Es wird von der International Union for Conservation of Nature and Natural Resources (IUCN) als nicht gefährdet (Least concern) eingeordnet. Begründet wird dies durch das große und sich weiter ausdehnende Verbreitungsgebiet, das angenommene häufige Vorkommen der Art und die große Anpassungsfähigkeit an Lebensraumveränderungen. Potenziell bestandsgefährdende Bedrohungen sind nicht bekannt.

## Belege
1. 1 2 3 4 5 6 7  Richard W. Thorington Jr., John L. Koprowski, Michael A. Steele: Squirrels of the World. Johns Hopkins University Press, Baltimore MD 2012; S. 162–163. ISBN 978-1-4214-0469-1
2. 1 2 3  Funambulus palmarum in der Roten Liste gefährdeter Arten der IUCN 2014.2. Eingestellt von: P.O. Nameer, S. Molur, 2008. Abgerufen am 27. Dezember 2014.
3. 1 2 3  Funambulus palmarum In: Don E. Wilson, DeeAnn M. Reeder (Hrsg.): Mammal Species of the World. A taxonomic and geographic Reference. 2 Bände. 3. Auflage. Johns Hopkins University Press, Baltimore MD 2005, ISBN 0-8018-8221-4.